# 伏木神社
伏木神社（ふしきじんじゃ）は、富山県高岡市伏木にある神社である。毎年5月の第3土曜日とその前日である金曜日、2日間にわたって斎行される例祭「伏木曳山祭」（別名「けんか山」）で有名。
境内地は1,028坪、氏子数は1,300戸。

## 祭神
天照皇大御神、豊受大御神（お伊勢さん）、応神天皇、神功皇后（八幡神）、菅原道真公（天神）、加具土神を祀る。
応神天皇の母である神功皇后が祀られていることから、「子育ての神」としての信仰がある。

## 例祭
出典→
- 春祭：5月第3土曜日とその前日の金曜日（2022年以前は5月15日）[2]
- 折年祭、鎮火祭：3月16日
- 秋祭：9月25日
- 新嘗祭：11月23日

## 歴史
御鎮座は社伝によれば、奈良時代・聖武天皇の御代、732年（天平4年）9月に海岸に奇端があったので、神明宮として伊勢神宮から布師浦（ふしうら）の蔵ヶ浜（ぞうがはま）（今の石油基地の沖合い辺り）に勧請され、海岸鎮護・住民の守護神として創祀された。万葉の歌人・越中国守大伴家持が在任した天平の頃、伏木神社を崇敬したと伝えられている。その後、社地は波浪の侵食を受けて幾度か遷り、江戸時代の末期、1813年（文化10年）9月24日、現在の地（八幡社に合祀、国府別館の跡地、字大館、館ヶ丘）に遷宮した。この時、神幸供奉として伏木曳山が造られ、勇ましい曳山行事となって現在に至る。近郷11ヶ村の総社として崇敬され、氏子の繁栄につれて御神輿の渡御が行われ、そのお供として母衣（ほろ）（武者行列）、花傘、行燈などが作られて賑わった。1840年（天保11年）には、社殿が竣工している。
1883年（明治16年）8月には伏木神社と改称された。
1981年（昭和56年）6月9日10時21分頃、同神社近くに住む精神障害の無職男性（当時17歳）が拝殿の縁の下で遊んでいる最中に拾ったマッチを使い、縁の下にあった紙切れを拝殿左側廊下付近で燃やしたことで火災が発生。結果、拝殿（当時木造瓦葺約184.8m2）、棟続きの続殿（当時木造瓦葺約108.9m2）、本殿（当時34.65m2）、隣接の物置（19.8m2）を全焼、みこし蔵の屋根一部焼の被害（金銭被害は伏木消防署推定で約3,000万円）を出して10時55分に鎮火した。なお、焼け跡にあったご神体は無事であった。高岡警察署伏木幹部派出所は前述の男性を建造物放火の疑いで逮捕した。
その後、氏子及び宮司家奉務神社22社氏子・会社・工場・商店等の篤志により現在の本殿が1981年（昭和56年）8月に着工し、同年12月20日16時から氏子会館内に仮安置されていたご神体の正遷座祭が行われた。本殿は鉄筋コンクリート造、内側はヒノキ、屋根は銅板葺、ご神体の納まる内側は近代的な鋼鉄製の防火扉を使用。本殿に向かって右側には回廊も新設された。両方合わせた建設費は約2,600万円。
1982年（昭和57年）12月に現在の社殿が竣功し、これを記念して翌1983年（昭和58年）元日に神社由緒の石碑（縦80cm、横138cm）を奉納、除幕した。同年5月15日春祭に合わせ盛大に慶賀祭が斎行され、竣功を祝った。社宝として鎌倉時代のものと思われる狛犬一対と、1666年（寛文6年）の浦高札がある。

なお、高岡市無形民俗文化財である例祭（伏木曳山祭）は、2022年（令和5年）よりこれまでの5月15日から、5月第3土曜日とその前日の金曜日の2日間にわけて開催する変更がなされた。
1日目の金曜日には大祭式・神輿渡御・母衣武者行列がおこなわれ、2日目の土曜日には伏木曳山車の奉曳がおこなわれる。

## 記念大祭
2013年（平成25年）9月7日には、伏木神社鎮座1280年、遷宮200年、曳山発祥200年を迎え記念大祭が行なわれ、12時より梯子乗り奉納、伏木相撲甚句奉納、伏木相撲力士土俵入り、太鼓台行列、獅子舞、夕刻18時より母衣武者行列、御神輿渡御、曳山奉曳、曳山囃子奉納などの奉祝記念行事が境内、町中心部で執り行なわれた
。